# Иванов, Дмитрий Иванович (врач)
Дмитрий Иванович Иванов (1751 — 28 марта (9 апреля) 1821, Симбирск) — врач Российской империи, доктор медицины (1780), статский советник.

## Биография
Дмитрий Иванович Иванов родился в 1751 году.
По окончании курса в Московском университете в 1774 году был экзаменован Медицинской коллегией, найден «неспособным ещё иметь самостоятельную практику» и был определён подлекарем в Московский генеральный госпиталь. Но уже в мае следующего года. Дмитрий Иванов был направлен, по высочайшему повелению, для дальнейшего обучения медицине в Страсбургский университет, с жалованием 400 рублей в месяц. Вместе с Ивановым в Страсбург были направлены ещё три студента (Василий Ключарёв, Иван Орлов и Пётр Анитов), однако двое последних умерли по дороге. По окончании обучения, Иванов защитил диссертацию и получил в 1780 году степень доктора медицины.
По возвращении из Страсбурга, Иванов выдержал экзамен в Медицинской коллегии на право медицинской практики в Российской империи и в 1781 году был направлен доктором в Пензенское наместничество, а в 1793 году был переведён доктором в Симбирское наместничество. В 1797 году Иванов был назначен инспектором врачебного управления Пензенской губернии, а в 1799 году был назначен инспектором врачебного управления Симбирской губернии.
Дмитрий Иванов умер в 1821 году в Симбирске в чине статского советника.

## Труды
- De origine nervorum intercostalium :  [лат.]. — Страсбург, 1780. — (Диссертация на степень доктора медицины).